# Die Pierre M. Krause Show
Die Pierre M. Krause Show war eine Late-Night-Show, moderiert von Pierre M. Krause, zusammen mit seinem Sidekick Constantin Zöller, die sonntags um 22:50 Uhr im SWR Fernsehen ausgestrahlt sowie auf dem offiziellen YouTube-Kanal bereits vorab zum Abruf bereitgestellt wurde. Hier interviewt Krause prominente Gäste im Studio, zudem werden Sketche bzw. Kurzberichte eingespielt, zum Sendungsende gibt es Auftritte von nationalen und internationalen Bands und Musikern live und unplugged. Zum 23. Februar 2016 erfolgte der Umzug in ein größeres Studio. Es wurde eine neue Kulisse gebaut, die verdeutlichen soll, dass man „mitten aus dem Schwarzwald“ sendet, das ehemalige Studio wurde im Dezember 2015 verbrannt. Im Mai 2021 wurde bekannt, dass die Sendung nach der letzten Ausgabe am 6. Juni 2021 eingestellt wird.

## Vorgängersendung
Im Januar 2003 startete die Sendung unter dem Namen SWR3 Ring frei!, Moderator war SWR3-Musikchef Matthias Holtmann, ausgestrahlt wurde das neue Format um 0:50 Uhr. Das Studio wurde, ganz im Sinne des Titels, nach einem Box-Gym gestaltet. Dies änderte sich mit dem Moderatorenwechsel. Im Januar 2005 übernahm Pierre M. Krause die Moderation von Holtmann, der zu SWR1 Baden-Württemberg wechselte. 2007 wurde die Sendung in SWR3 latenight umbenannt. 

## Inhalt und Rubriken der Sendung
Die Sendung folgte in der Regel dem Muster einer klassischen Late-Night-Show: Sie begann mit einem klassischen Monolog des Moderators, pro Folge gab es einen Talk- und Musikgast, Kurzreportagen, Studioaktionen, sowie redaktionelle Einspielfilme und Sketche. Die Showband SMAF sorgte für die musikalische Begleitung. Von 2007 bis 2017 hatte Mambo Kurt diese Aufgabe inne. Seit Oktober 2007 wurde die Sendung vor Studiopublikum, im Live-on-tape-Verfahren, aufgezeichnet.

### Wiederkehrende Rubriken
- Krause fährt ... Pierre M. Krause reist mit öffentlichen Verkehrsmitteln durch das Sendegebiet. So entstandene Sendungen sind beispielsweise Krause fährt Schwarzwald[6], Krause fährt Mittelrhein[7] oder Eifel in Love, in der Krause mit einem Linienbus durch die Eifel fährt und verschiedene Menschen dort trifft.[8] Im Laufe der Zeit wurde das Konzept auf ganz Deutschland ausgeweitet. So reiste Krause in einer Sendung sogar bis an die Nordsee.[9]
- Presse im Südwesten: Als Teil des Monologs werden kuriose Meldungen aus regionalen Zeitungen präsentiert.
- Google Translieder Krause tritt gegen Studio und/oder Musikgast an. In dem Quiz werden von der Google-Übersetzungsfunktion übersetzte Textzeilen bekannter Lieder abgespielt. Die Spieler müssen dann erraten, um welchen Song es sich im Original handelt. Aufgrund der begrenzten Sendezeit der Show wurde es zu einer Art Running-Gag, das Spiel ausfallen zu lassen und es exklusiv auf dem YouTube-Kanal der Sendung zur Verfügung zu stellen.[10]
- Pierre inTeam Als eine Art Teambuilding-Maßnahme getarnt begleitet Krause eines der Teammitglieder zu einem ihrer Hobbys und versucht diese so bloßzustellen. Im Rahmen dieser Reihe trat er auf einer Poetry-Slam-Veranstaltung in einem Hörsaal auf und las eine deutsche Übersetzung des Liedes Cheri, Cheri Lady von Modern Talking vor.[11]
- Praktikant Pierre Krause arbeitet einen Tag lang in einem für ihn fremden Berufsfeld. Die Berufe sind sehr vielseitig. So arbeitete Krause bereits für Star-Friseur Udo Walz, im Europapark oder bei einer Bank. Letzteres war für Krause keine neue Erfahrung, da er vor seiner Fernsehkarriere bereits eine Ausbildung bei einer Bank absolviert hatte.[12]
- Stubenzocker! Krause besucht seine Zuschauer zuhause und spielt jeweils 3 unbekannte Spiele von der Redaktion jeweils ausgewählt, die dem Moderator Pierre und der/die Kandidaten/-innen nicht bekannt sind. Der Intro-Slogan der Rubrik lautet „Ein Zuschauer, sein Zuhause, drei Spiele – Stubenzocker!“.
- The Voice nur andersrum In diesem Spiel trat Krause im Studio gegen seinen Gast an. Die Gäste sind in diesem Fall Musiker oder Songwriter. Wie der Name schon verrät, war das Spielprinzip ähnlich dem von The Voice. Die Spieler bekommen nacheinander Videos von singenden Kandidaten vorgespielt. Anders als beim echten The Voice sehen die Kandidaten die Sänger hören sie aber nicht und müssen anhand der Mimik und Gestik erraten, ob die Person singen kann.
- Männer reden über Gefühle In den kleinen Einspielern dieser Rubrik befinden sich Pierre M. Krause und Reiner Calmund in einer Art Wohnzimmer. Beide haben ein Bier in der Hand und auch der ganze Tisch ist zugestellt mit Bierflaschen und Snacks. Auf diese Szene kommt immer ein Spruch über Männergefühle.
- Der Telecholeriker An das Telekolleg angelehnt war Krause hier als Lehrer verkleidet und erklärt, oder versucht es zumindest, verschiedene Themen. Dabei kommt keine Antwort von den Zuhörern, weswegen er ausrastet, daher auch der Name.
- Gefragt, Gesagt! „Das einzige Quiz, das keinen Buzzer braucht, aber einen hat!“ Das ist quasi der Slogan der Rubrik. In diesem Quiz, das von Michael Reufsteck moderiert wird, müssen die Kandidaten auf eine Frage drei Antworten geben und im Anschluss auf die Fragen buzzern. Für die Beantwortung haben Krause und sein Gast fünf Sekunden Zeit. Die Fragen beziehen sich oft auf Dinge, auf die man gar nicht so schnell kommt.

### Ehemalige Rubriken
In der über 10-jährigen Geschichte der Sendung entstand eine Reihe von Rubriken und Mini-Serien die in regelmäßigen Abständen auf den Social-Media-Kanälen der Show neu veröffentlicht werden.
- Humor in der Steinzeit Pierre M. Krause als Steinzeitmensch erzählt einen alten Witz
- CSI: Baden-Baden Eine Parodie auf amerikanische Serien wie CSI: Miami. Die Hauptrollen spielen Krause und Michael Reufsteck.
- Laschewski und Paul (2 Staffeln) Eine Parodie auf die Tatort-Reihe im deutschen Fernsehen, mit Anspielungen an klassische Buddy-Cop-Filme. Gedreht wurde die Serie an den Originalschauplätzen der vom SWR Fernsehen produzierten Tatort-Filme. Laschewski wird von Krause selbst, Paul wird von Christian Birko-Flemming gespielt.[14]
- Machtgedanken Über die Aufnahmen bekannter Politiker werden ihre vermeintlichen Gedanken gelegt.

## Sondersendungen
Jubiläumssendungen
Am 15. Januar 2011 wurde die 300. Sendung gesendet. Am 13. Juli 2013 wurde die 400. Sendung gesendet. Gast war Harald Schmidt. Am 13. Dezember 2016 wurde die 500. Sendung ausgestrahlt. Gäste waren Frank Elstner, Anke Engelke, Sebastian Pufpaff, Max Mutzke und René Marik.
100 Jahre Peter Frankenfeld
Zum 100. Geburtstag des deutschen Showmasters Peter Frankenfeld am 31. Mai 2013 spielte Krause mit seinen Gästen (u. a. Tim Bendzko) bekannte Shows Frankenfelds nach. Die komplette Sendung wurde in Schwarzweißoptik präsentiert und Aufnahmen des Publikums durch Archiv-Aufnahmen applaudierender Menschen ersetzt.
Die große SWR3 latenight Mikado-Nacht
In Anspielung an Sendungen wie Die große ProSieben PokerStars.de-Nacht spielten mehrere prominente Gäste eine Runde Mikado. Moderiert wurde das Ganze von Katrin Bauerfeind.
Pierre M. Krause trifft Harald Schmidt
Krause begleitete seinen ehemaligen Chef Harald Schmidt zu dessen Lounge am Frankfurter Flughafen. Die beiden Moderatoren sprechen über alltägliches, es gibt keine Einspieler. Da Schmidt kurz zuvor seine Rolle im Schwarzwald-Tatort abgesagt hatte, wurde die Sendung in der deutschen Medienlandschaft aufmerksam beobachtet Laut Schmidt ist diese Sendung der Auslöser gewesen, der Spiegel-Redakteur Cordt Schnibben veranlasste, ihn für ein mögliches Engagement bei Spiegel Daily zu kontaktieren.
25 Jahre ARTE
Zum 25. Jubiläum des deutsch-französischen Senders Arte wurde eine Sendung mit künstlerischem Anspruch produziert. Der übliche Indikativ am Anfang der Sendung wurde durch eine ruhige Aufnahme Krauses ersetzt, der nachdenklich auf seinen Auftritt wartet. Die Sendung ist schwarz-weiß gehalten, stellenweise französisch untertitelt und hat Denis Scheck als Gast.

## Trivia
Laut Eigenwerbung des SWR war die Pierre M. Krause Show „die meistgesehene Late-Night-Show im SWR Fernsehen“. Sie war die einzige auf dem Sender. Der Schriftsteller und Humorist Heinz Strunk schreibt in seiner Titanic-Kolumne, die in seinem Buch Nach Notat zu Bett (2019) gesammelt vorliegt, die Sendung finde „unter Ausschluss der Öffentlichkeit“ statt, und äußert sich kritisch über das Format. Strunk gab an, auf eine Einladung nicht reagiert zu haben.

## SWR3 latenight EXTRA
SWR3 latenight Extra gab es bis Ende 2013. Die Konzerte sind inzwischen auf einen anderen Sendeplatz (donnerstags Nacht) gewandert und werden nicht mehr als SWR3 latenight EXTRA gelabelt.